# مارتي كيسي
مارتي كيسي (بالإنجليزية: Marty Casey)‏ هو مغني أمريكي، ولد في 26 سبتمبر 1973.

## وصلات خارجية
- مارتي كيسي على موقع IMDb (الإنجليزية)
- مارتي كيسي على موقع ميوزك برينز (الإنجليزية)
- مارتي كيسي على موقع قاعدة بيانات الفيلم (الإنجليزية)